# Гербетсвіль
Гербетсвіль (нім. Herbetswil) — громада  в Швейцарії в кантоні Золотурн, округ Таль.

## Географія
Громада розташована на відстані близько 45 км на північ від Берна, 11 км на північний схід від Золотурна.
Гербетсвіль має площу 16,3 км², з яких на 3,4% дозволяється будівництво (житлове та будівництво доріг), 34,8% використовуються в сільськогосподарських цілях, 61,6% зайнято лісами, 0,1% не є продуктивними (річки, льодовики або гори).

## Демографія
2019 року в громаді мешкало 565 осіб (+4,4% порівняно з 2010 роком), іноземців було 11,5%. Густота населення становила 35 осіб/км².
За віковим діапазоном населення розподілялося таким чином: 20% — особи молодші 20 років, 57,2% — особи у віці 20—64 років, 22,8% — особи у віці 65 років та старші. Було 232 помешкань (у середньому 2,4 особи в помешканні).
Із загальної кількості 140 працюючих 50 було зайнятих в первинному секторі, 47 — в обробній промисловості, 43 — в галузі послуг.